# IEEE 802.11p
IEEE 802.11p는 차량 이동 환경에서의 무선 액세스(wireless access in vehicular environments, WAVE)를 추가한 IEEE 802.11 표준의 승인된 수정판이다. 지능형 교통 체계 소프트웨어를 지원하는 데 필요한 802.11(와이파이로 상용화된 제품의 시초)의 개선점을 정의한다. 이 고속 차량 간, 차량과 도로 인프라 간의 V2X 통신을 허가된 ITS band of 5.9 GHz (5.85-5.925 GHz)을 사용하는 데이터 교환을 포함한다.  IEEE 1609는 IEEE 802.11p 기반의 상위 계층 표준이다.  ETSI ITS-G5이라는 유럽 차량 통신 표준에 기초하고 있다.